# Ernest Svetec
Ernest Svetec (madžarsko Szvétecz Ernő), madžarsko-slovenski boljševiški propagandist in revolucionar, * 18. oktober 1892, Slovenska ves, † okrog 1925, Jakutija, Sovjetska zveza.
Rodil se je v Slovenskem Porabju, pri Monoštru očetu Mihaelu Svetcu in materi Ana Korpič. Ernest se je izučil za mizarja in je sprva delal kot vajenec na železniški postaji v Gornji Radgoni. Pri dvajsetih letih je postal član sindikata in se začel udejstoval kot politični propagandist in organizator v Radgoni in v Beljaku na Koroškem.
Med prvo svetovno vojno je bil vpoklican v vosko in poslan na vzhodno fronto. Pozimi 1914-1915 so ga v Karpatih ujeli Rusi in ga internirali v Sibirijo. Tudi tu ni odnehal z agitacijo, zaradi česar so ga obsodili na izgnanstvo. Iz ječe je pobegnil med Oktobrsko revolucijo. Z drugimi madžarskimi internacionalisti in komunisti se je nato borili proti belogardistom in intervencijonistom. Svetec je postal komandant čete. Leta 1925 so njegovo četo poslali, naj zatre upor protirevolucionarjev. V tej vojni je padel v Jakutski republiki.
Njegovo ime danes nosi ulica v Slovenski vesi.